# Мравинский, Евгений Александрович

Мемориальная доска Е. А. Мравинскому (Арх. В. В. Исаева, скульптор Л. К. Лазарев. Бронза. 1992. Михайловская ул., д. 2, Большой зал Филармонии им. Д. Д. Шостаковича)

Евге́ний Алекса́ндрович Мрави́нский (22 мая [4 июня] 1903, Санкт-Петербург — 19 января 1988, Ленинград) — советский дирижёр, пианист, музыкальный педагог. Народный артист СССР (1954). Герой Социалистического Труда (1973). Лауреат Ленинской премии (1961) и Сталинской премии первой степени (1946). 

## Биография
Родился в Санкт-Петербурге 22 мая (4 июня) 1903 года, в дворянской семье. Племянник оперной певицы Евгении Мравиной. Его дед — русский военный инженер Константин Иосифович Мровинский; отец — Александр Константинович Мравинский (1859—1918), выпускник Императорского училища правоведения, состоял членом консультации при Министерстве юстиции, служил окружным юрисконсультом военно-окружного совета Петроградского военного округа; на момент рождения сына имел чин действительного статского советника, затем — тайный советник; мать — Елизавета Николаевна (1871—1958), происходила из дворянского рода Филковых. Сестра отца — Евгения Константиновна Мравинская (1864—1914), оперная певица, солистка Мариинского театра; единоутробная сестра отца — Александра Михайловна Коллонтай (1872—1952).
В шесть лет родители стали обучать его игре на фортепиано, брали его в театр на концерты оперной и симфонической музыки.
Учился во 2-й Санкт-Петербургской гимназии и на естественном факультете Петроградского университета, который оставил из-за невозможности совмещать учёбу с работой артистом миманса в Мариинском театре.
С 1921 года — пианист-аккомпаниатор в Ленинградском хореографическом училище, где досконально изучил сложную технику классического танца. В 1929—1931 годах — заведующий музыкальной частью училища.
В 1923 году занимался у педагога Ленинградской государственной академической капеллы И. А. Вишневского. В 1924—1931 годах учился в Ленинградской консерватории, сначала по классу композиции, с 1927 года стал заниматься на отделении дирижирования, где приобрёл технические навыки и умение работать с партитурой (педагоги по классу дирижирования Н. А. Малько и А. В. Гаук, курс гармонии и инструментовки прошёл у M. M. Чернова, полифонии — у X. С. Кушнарёва, композиции — у В. В. Щербачёва).
В 1932—1938 годах — дирижёр, в основном балетного репертуара, Мариинского театра (в 1935—1992 — Ленинградский театр оперы и балета имени С. М. Кирова).
С 1938 года, после победы на Первом Всесоюзном конкурсе дирижёров в Москве, в течение пятидесяти лет — главный дирижёр Симфонического оркестра Ленинградской филармонии.
В 1939 году первым исполнил Шестую симфонию Д. Д. Шостаковича. Также первыми исполнены такие сочинения, как Шестая симфония С. С. Прокофьева, Симфония-поэма А. И. Хачатуряна. Провёл много премьер симфоний Д. Д. Шостаковича (Пятой, Шестой, Восьмой (посвящена дирижёру), Девятой и Десятой) и его оратории «Песнь о лесах».
В 1940 году дебютировал в Москве. После начала войны оркестр был эвакуирован в Новосибирск. Во время эвакуации оркестр дал 538 концертов.
В сентябре 1944 года вернулся в Ленинград. Гастролировал с оркестром за рубежом: Финляндия (1946, где также встретился с известным композитором Я. Сибелиусом), Чехословакия (1955), ГДР, ФРГ, Швейцария и Австрия (все в 1956), Польша (1958), гастроли в семи странах Западной Европы, 34 концерта (1960). С тех пор оркестр выезжал на гастроли примерно каждые два года (в том числе 8 раз гастролировал в Австрии, 6 раз — в Японии). Последние зарубежные гастроли состоялись в 1984 году, а последний концерт — 6 марта 1987 года в Большом зале Ленинградской филармонии.
Среди записей — произведения Л. ван Бетховена, И. Брамса, А. Брукнера, Я. Сибелиуса, П. И. Чайковского, Д. Д. Шостаковича, Ф. Шуберта, А. Онеггера. После 1961 года не делал студийных записей, все записи последующего времени сделаны на концертах (одна из важнейших студийных записей — три последние симфонии П. И. Чайковского — осуществлена фирмой Deutsche Grammophon в 1960 году).
В 1936—1937 и с 1961 года преподавал в ЛГК имени Н. А. Римского-Корсакова, с 1963 года — профессор.
Умер 19 января 1988 года. Похоронен в Ленинграде на Богословском кладбище (уч. 66), на семейном участке со 2-й женой, Инной Михайловной Сериковой. На могиле — скульптурное надгробие, автор — скульптор Л. К. Лазарев.

## Награды и звания
- 1-й Всесоюзный конкурс дирижёров (1-я премия, 1938)
- Герой Социалистического Труда (1973)
- заслуженный артист РСФСР (1940)
- заслуженный деятель искусств РСФСР (1946)
- народный артист СССР (1954)
- Сталинская премия 1-й степени (1946) — за концертно-исполнительскую деятельность
- Ленинская премия (1961) — за концертно-исполнительскую деятельность
- два ордена Ленина (1967, 1973)
- орден Октябрьской Революции (1983)
- орден Трудового Красного Знамени (1957)
- орден Дружбы Народов (1978)
- орден «Знак Почёта» (1939)
- медали
- приз «Золотой диск» фирмы «Мелодия» за запись 6-й симфонии П. И. Чайковского
- Почётный член венского Общества друзей музыки (1982).

## Дирижёр

### Мариинский театр
Балеты
- 1932 — «Спящая красавица» П. И. Чайковского
- 1932 — «Корсар» на музыку А. Адана, Л. Делиба, Р. Дриго, Ц. Пуни
- 1933 — «Жизель» А. Адана
- 1933 — «Лебединое озеро» П. И. Чайковского
- 1934 — «Щелкунчик» П. И. Чайковского
- «Бахчисарайский фонтан» Б. Асафьева

Оперы
- «Мазепа» П. И. Чайковского.

## Фильмография

### Роли
- 1941 — Киноконцерт 1941 года

### Участие в фильмах
- 1973 — Дирижирует Евгений Мравинский (документальный)
- 1975 — И так — всю жизнь (документальный)
- 1979 — Размышления о Мравинском (документальный)
- 1984 — Беседы с Мравинским (документальный)
- 1984 — Диалог (документальный)
- 1984 — Музыка Мравинского (документальный, реж. Д. Д. Рождественский)

### Архивные кадры
- 2009 — Рерберг и Тарковский. Обратная сторона «Сталкера» (документальный)

## Признание
По результатам опроса, проведённого в ноябре 2010 года британским журналом о классической музыке BBC Music Magazine, Е. Мравинский занял семнадцатое место в списке из двадцати наиболее выдающихся дирижёров всех времён. В эту «двадцатку» также вошли А. Тосканини, Л. Бернстайн, Б. Хайтинк, К. Аббадо, П. Булез, В. Фуртвенглер, С. Рэттл и др.
«Во всём мире, говорят, было два гениальных дирижёра — это Тосканини и Фуртвенглер. А на самом деле было два других — это Бруно Вальтер и Мравинский».

## Семья
- дочь — Елена Евгеньевна Подлипнова (Гальслебен) (1926—2015).
- 1-я жена — Ольга Алексеевна Карпова (1903—1990)
- 2-я жена — Инна Михайловна Серикова (1923—1964), музыковед, в 1960-х была художественным руководителем Ленинградской областной филармонии[6]; скончалась в возрасте 41 года от рака костного мозга, похоронена на Богословском кладбище.
- 3-я жена — Александра Михайловна Вавилина (1928—2021), флейтистка и педагог, заслуженный деятель искусств РСФСР, солистка Симфонического оркестра Ленинградской филармонии (1962—1989), профессор Санкт-Петербургской консерватории (с 1987), подготовила к изданию и опубликовала дневники Е. А. Мравинского.

## Адреса в Ленинграде
- Петровская наб., д. 4[7].